# Patagonia

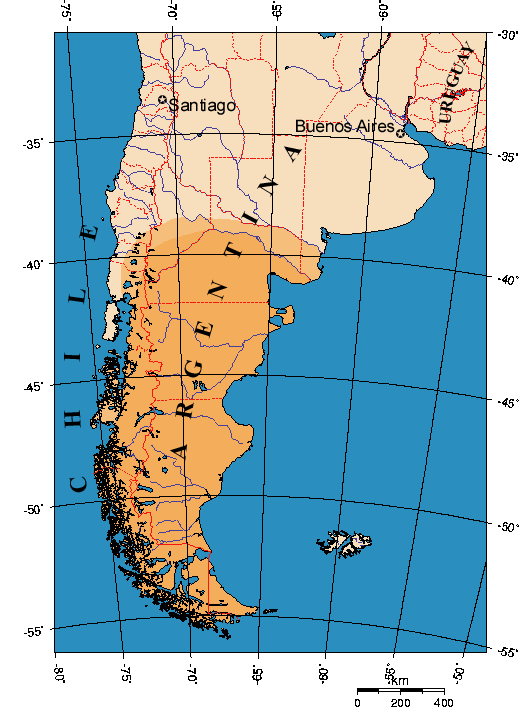
Harta Americii de Sud. În oranj este evidențiată Patagonia

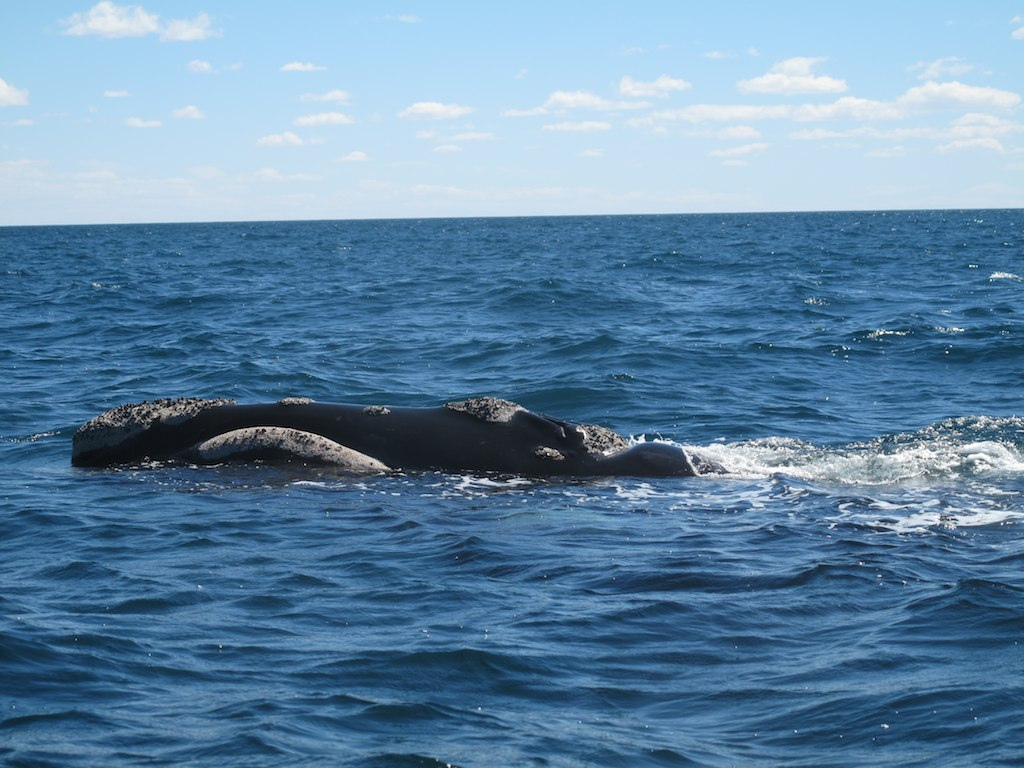
Balenă văzută lângă peninsula Valdes (Argentina)

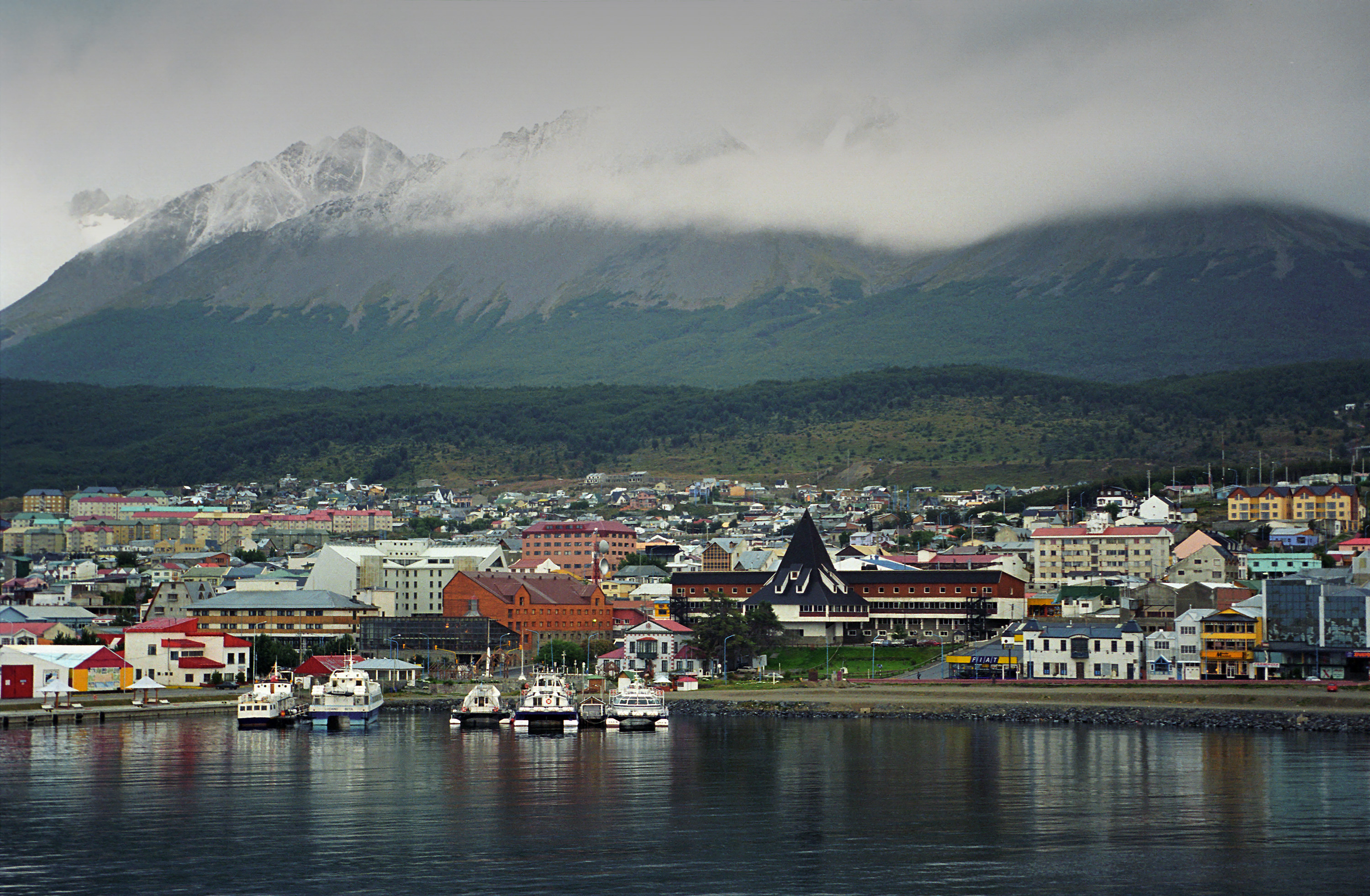
Ushuaia (Argentina)

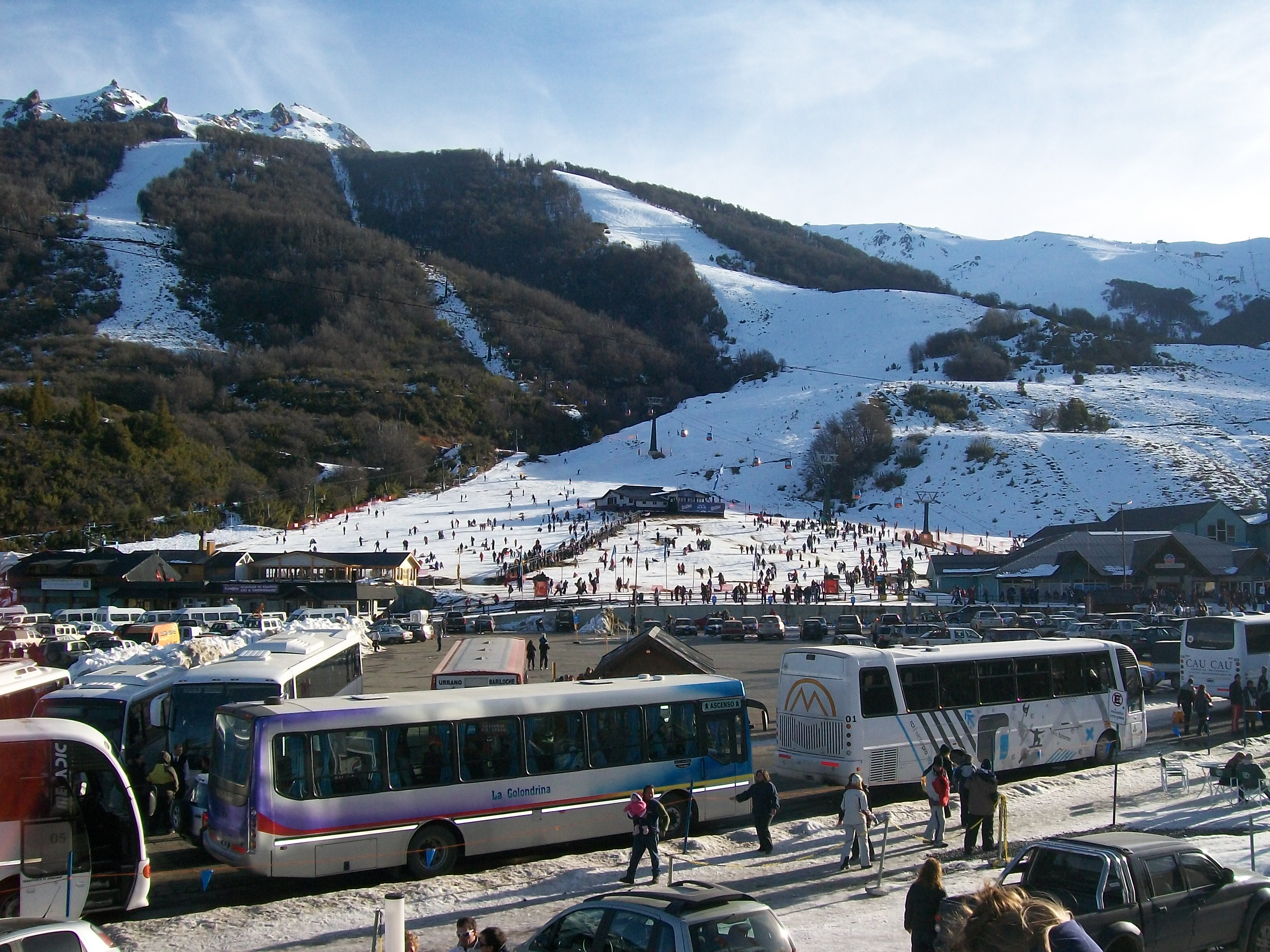
San Carlos de Bariloche (Argentina)

Patagonia este o regiune situată în sudul Americii de Sud pe teritoriul statelor Chile și Argentina, ce conține munții Anzi, la vest și sud, precum și o zonă de podiș și câmpie, la est.

## Geografia regiunii
Patagonia este în marea sa parte o regiune vastă de stepă, cu suprafață de peste 900.000 km pătrați, formată din 3 zone geografice:
- Anzii Patagoniei, situați în vestul regiunii, cu vîrfuri acoperite de zăpadă, de 3.000–4.000 m înălțime (cel mai înalt vîrf: San Valentin – 4.058 m)
- Podișul Patagoniei in centru si est, ce pierde din înălțime dinspre vest spre est, până ajunge la țărmurile abrupte si stâncoase ale Oceanului Atlantic
- Țara de Foc, zonă insulară din sudul Patagoniei, despărțită de continent prin strâmtoarea Magellan.

Pe aceste câmpii se găsesc iazuri și lacuri de apă sărată sau dulce. Către Anzi, pietrișul lasă loc porfirului, granitului și bazaltului, flora și fauna sunt mai abundente și capătă caracteristicile coastei de vest. Precipitațiile mai bogate în vestul Anzilor și temperaturile scăzute la nivelul mării în larg dau naștere la mase de aer rece, contribuind la formarea ghețarilor și a calotelor glaciare, cele mai mari din emisfera sudică, exceptând Antarctica.
Printre depresiunile ce traversează platoul, principalele sunt Gualichu la sud de Rio Negro, Valcheta și Maquinchao prin care înainte au curs apele lacului Nahuel Huapi – care acum curg în râul Limay, râurile Seguerr și Deseado. Unele din aceste depresiuni au fost vechi rute comerciale interoceanice. În zona centrală a regiunii, erupțiile vulcanice, care au luat parte la formarea platoului din Terțiar până în prezent, au depus un strat de lavă bazaltică, acoperit recent în partea de vest de ghețari. Topirea rapidă a ghețarilor și retragerea zăpezilor au dus la procese de coroziune, împreună cu schimbările tectonice din acea perioadă, ce au săpat o depresiune longitudinală, care separă platoul de dealurile precordiliene. Și în vest există o depresiune similară la poalele Anzilor Cordilieri ce conține cel mai fertil sol din Patagonia.

## Clima

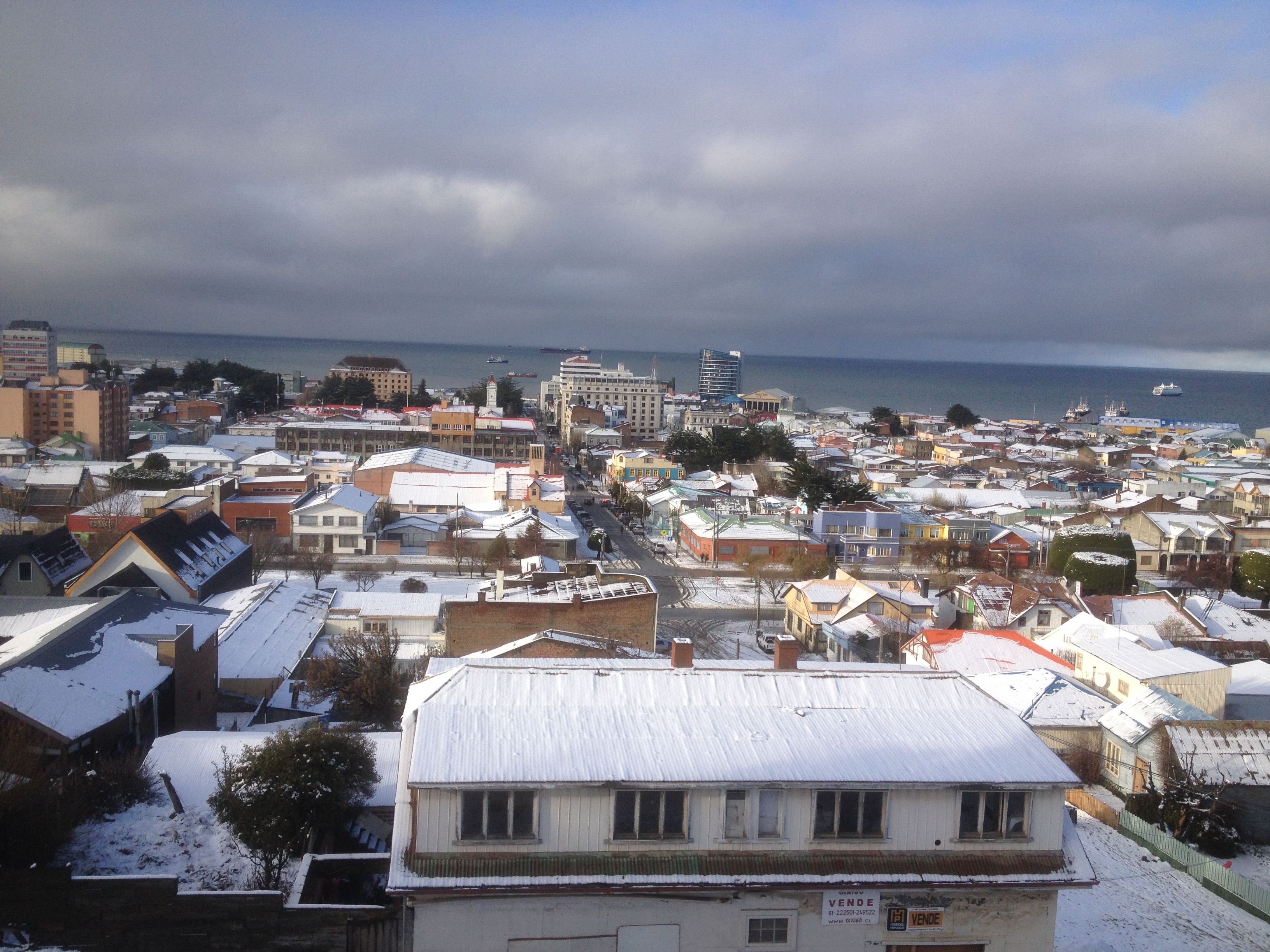
Priveliște la Punta Arenas, Chile, iarna.

Panta estică a Anzilor este mai călduroasă decât cea vestică, în special vara, când o ramură a unui curent sudic ecuatorial spală coasta estică, în timp ce pe coasta de vest ajunge un curent rece. La Puerto Montt temperatura medie anuală este 11 °C, cu valori medii ale extremelor între +25,5 și −1,5 °C. La Bahia Blanca, în apropierea coastei Atlanticului, în nordul regiunii, temperatura medie anuală este de 15 °C și variază într-o plajă mai mare de temperaturi. La Puenta Arenas, în punctul sudic extrem, temperatura medie anuală este 6 °C și valorile medii ale extremelor sunt între +24,5 și -2 °C. Vânturile bat predominant spre vest, iar pe panta vestică precipitațiile sunt mai abundente. Precipitațiile anuale în insulele vestice din preajma orașului Torres del Paine au valori între 4.000 mm și 7.000 mm, în timp ce pe dealurile din est precipitațiile sunt sub 800 mm sau chiar 200 mm pe câmpii.

## Flora
Datorită variațiilor mari de temperatură, precipitații și altitudine, există mai multe tipare de vegetație. Zonele mlăștinoase cu tufe pitice domină partea de sub a coastei vestice, unde precipitațiile sunt mai dese. În zonele cu precipitații abundente predomină pădurile subpolare de fag. În zonele cu precipitații mai scăzute se găsesc păduri de foioase.
Și pe panta estică a munților sunt zone mlăștinoase și păduri de fag în zonele cu precipitații bogate. Dincolo de această zonă, în stepă predomină păiușul și tufe rezistente la ariditate și vânturi puternice. Primăvara și vara, iarba este întrepătrunsă de plante acoperite cu flori.
Berberis buxifolia este considerată simbolul Patagoniei. O tufă veșnic verde ale cărei fructe sunt comestibile și folosite la prepararea unui gem popular. O legendă spune că cel ce a mâncat fructul cu siguranță se va întoarce în Patagonia. Fitzroya este un arbore masiv și longeviv, un arbore emblematic pentru Raionul Lacurilor, protejat în Parcul Național "Los Alerces".

## Fauna

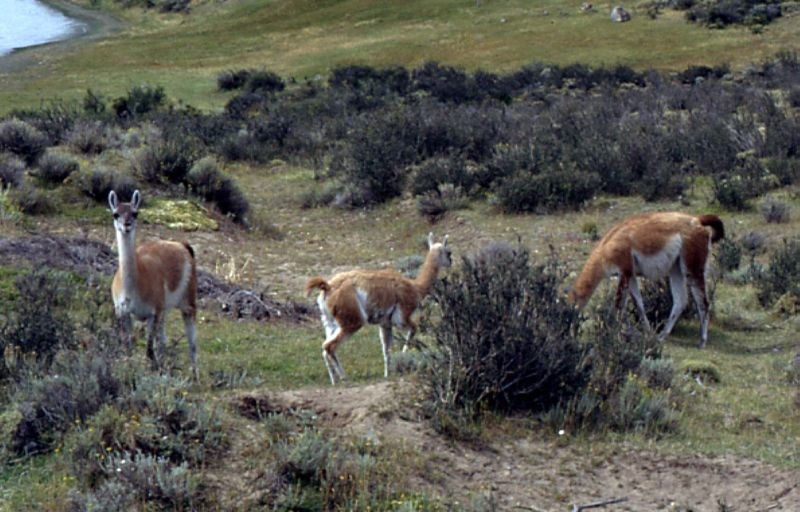
Lame Guanaco în apropiere de Torres del Paine (Chile)

Lama Guanaco (Lama guanicoe), puma, zorro sau vulpea braziliană (Canis azarae), zorrino (un tip de sconcs) și tuco-tuco sunt cele mai caracteristice mamifere ale câmpiilor patagoniene. Lamele cutreieră în turme de-a lungul țării și formau împreună cu nandu (Rhea) principala hrană pentru nativi. Viscacha și mara (Dolichotis) sunt de asemenea caracteristice stepelor și pampasurilor nordice.
Păsările sunt adeseori abundente. Caracho (Polyborus tharus) este caracteristic peisajului patagonian; prezența papagalilor verzi cu coadă lungă (Conurus cyanolysius) în sudul continentului, până la malul strâmtorii Magellan au atras atenția primilor navigatori; printre fulgi de zăpadă se pot vedea păsări Colibri. Printre păsările de apă menționăm flamingo, gâște și rațe, întâlnite în special în zona strâmtorii.
Din fauna marină fac parte balenele, pinguinul regal, orca, foca elefant. Peninsula Valdes aparține Patrimoniului mondial UNESCO din 1999, datorită importanței sale în conservarea speciilor periclitate.

## Populația
Populația: 1.740.000 locuitori (2001). Densitatea populației: 1,93 loc./km². Deși omul trăiește în Patagonia de 9.000 de ani (desenele din peștera Cueva de las Manos sunt dovada), colonizarea sistematică a Patagoniei a început abia în sec. al XIX-lea cu coloniști europeni care au dominat locuitorii autohtoni amerindieni, tehuelche. Întinderile prăfuite din pampasul patagonian sunt patria crescătorilor de vite călare, numiți gauchos, și a fermelor de creștere a animalelor (vite și oi) – estancias. Sunt în curs de dezvoltare extracția cărbunelui, a petrolului și aurului.

## Orașe și împărțire politică
Cele mai importante orașe:
pe teritoriul argentinian:
- Viedma (47.000 locuitori în 2001)
- Comodoro Rivadavia
- Puerto Deseado

pe teritoriul chilian: 
- Punta Arenas (întemeiat în 1843)
- Puerto Montt
- Puerto Aysén
- Coihaique.

La nivel statal, Patagonia se întinde pe 2 țări: 10% în Chile și 90% în Argentina. 
Provinciile patagoniene ale Argentinei sunt: La Pampa, Neuquén, Río Negro, Chubut, Santa Cruz și Tierra del Fuego. Porțiunea cea mai sudică a provinciei Buenos Aires poate fi înțeleasă ca aparținând Patagoniei.
Cele două regiuni chiliene care, neechivoc, stau în întregime în cuprinsul Patagoniei sunt Aysén și Magallanes. Provincia Palena, făcând parte din regiunea Los Lagos, e și ea din Patagonia. Unele definiții hotărăsc că arhipelagul Chiloé, restul regiunii Los Lagos și o porțiune din regiunea Los Ríos fac parte și ele din Patagonia.

## Parcuri naționale
Parcuri naționale: 

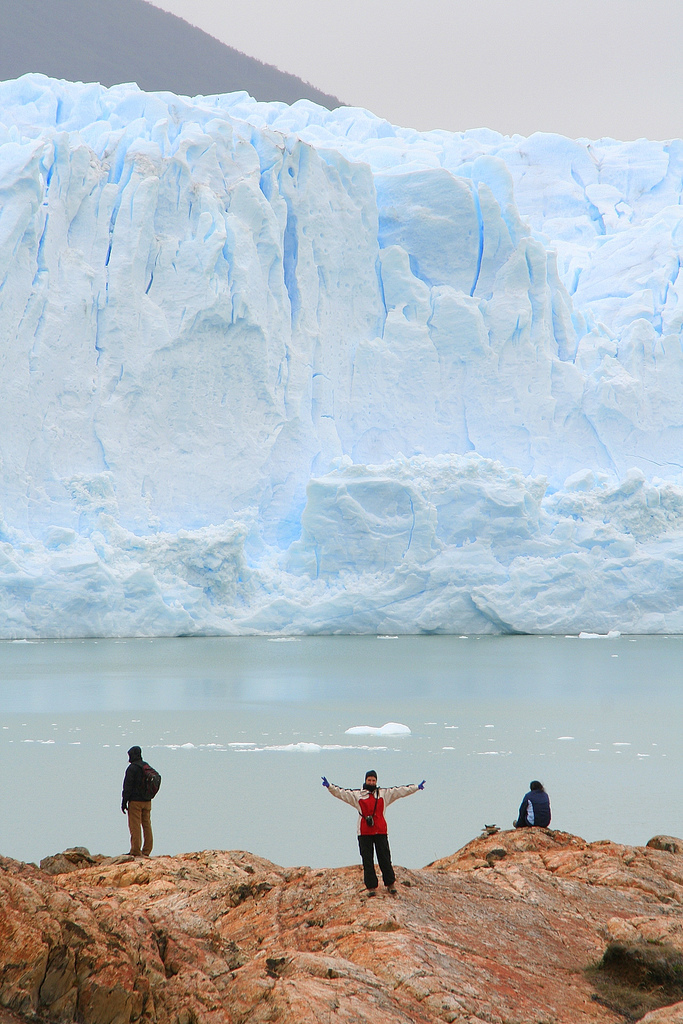
Perito Moreno (Argentina)

1. Nahuel Huapi, Los Alerces, Perito Moreno, Los Glaciales (în Argentina);
2. Torres del Paine (în Chile).